# مرجان‌های مدور
مرجان‌های مدور (نام علمی: Cycloseris) نام یک سرده از تیره مرجان‌های قارچی است.